# Кутукас
Кутукас (устар. Кутукаш) — река в Енисейском районе Красноярского края, правый приток Енисея. Длина — 97 км, площадь водосборного бассейна — 1070 км². Впадает в реку Енисей на расстоянии 1708 км от устья.
По данным государственного водного реестра России относится к Енисейскому бассейновому округу. Код водного объекта 17010400212116100032004

## Притоки
- Отравиха — в 8 км по левому берегу;
- Бедовый — в 29 км по левому берегу;
- Хариусиха — в 42 км по левому берегу:
- Малый Кутукас — в 84 км по левому берегу.

Два относительно крупных притока названий не имеют: впадающий в 32 км по правому берегу, длиной 15 км и в 64 км по левому берегу, длиной 12 км.